# Mac Dalgleish
Mac Dalgleish (* 12. Juni 1901 in California; † 31. Dezember 1974 in Los Angeles, Kalifornien) war ein US-amerikanischer Toningenieur, der 1945 für einen Oscar nominiert war.

## Leben
In dem Mysterydrama Cross-Examination von Richard Thorpe gab Dalgleish seinen Einstand beim Film. Er war für den Sound im Film zuständig. Im Jahr 1942 arbeitete er an Charlie Chaplins Tonfilmfassung seines Films Goldrausch von 1925 als Sound recordist mit. Im Kriegsdrama Hitler’s Madman von 1943 von Douglas Sirk, das das Attentat auf Reinhard Heydrich und die durch das NS-Regime folgenden Racheakte zum Thema hat, war er der verantwortliche Soundingenieur.
1945 erhielt Mac Dalgleish als Sound Director von RCA Sound eine Oscar-Nominierung in der Kategorie „Bester Ton“ für das Filmdrama Voice in the Wind mit Franz Lederer und Sigrid Gurie in den Hauptrollen. Die Auszeichnung ging jedoch an Edmund H. Hansen und die Filmbiografie Wilson, die die Lebensgeschichte des US-Präsidenten Woodrow Wilson erzählt.
An dem von der Kritik kontrovers beurteilten Film noir Impact von Arthur Lubin mit Brian Donlevy arbeitete Dalgleish 1949 ebenso mit wie an dem 1950 entstandenen Film noir von Rudolph Maté Opfer der Unterwelt. Im selben Jahr entstand auch der biografische Film über und mit dem amerikanischen Baseball-Star Jackie Robinson The Jackie Robinson Story von Alfred E. Green, in dem Dalgleish für den Sound zuständig war. Im darauffolgenden Jahr war er an der Neuverfilmung des deutschen Films M durch Joseph Losey mit demselben Titel beteiligt, in dem die Hetzjagd auf einen gesuchten Kindermörder vom Berlin der Weltwirtschaftskrise in die Stadt Los Angeles der Nachkriegszeit verlegt wurde. Daran schlossen sich weitere Filme an, wobei die Filmkomödie Piraten wider Willen Dalgleishs letzte Arbeit an einem Film dokumentiert.
Im Jahr 1957 war Dalgleish im Sound Department Segment „Arizona Sheepdog“ für eine Folge der Fernsehserie Disneyland am Sound beteiligt.

## Filmografie (Auswahl)
- 1932: Cross-Examination
- 1933: Silent Men
- 1942/1925: Goldrausch (The Gold Rush)
- 1941: Forced Landing
- 1943: Hitler’s Madman
- 1944: Voice in the Wind
- 1948: Pferdediebe am Missouri (Last of the Wild Horses)
- 1949: Impact
- 1949: Texaspolizei räumt auf (Deputy Marshal)
- 1949: Die Todeskurve (The Big Wheel)
- 1950: Opfer der Unterwelt (D.O.A.)
- 1950: Champagne for Caesar
- 1950: The Jackie Robinson Story
- 1950: Die Todesschlucht von Arizona (The Cariboo Trail)
- 1950: Einer weiß zuviel (Woman on the Run)
- 1951: M
- 1951: Der Todesfelsen von Colorado (New Mexico)
- 1951: Steckbrief 7-73 (He Ran All the Way)
- 1951: Stadt in Aufruhr (The Well)
- 1951: Die Nacht der Wahrheit (The Big Night)
- 1951: The Groom Wore Spurs
- 1952: Engel der Gejagten (Rancho Notorious)
- 1952: Menschenjagd in San Francisco (The San Francisco Story)
- 1952: Ich bin ein Atomspion (The Thief)
- 1952: Piraten wider Willen (Abbott and Costello Meet Captain Kidd)
- 1953: Disneyland – The Best Doggoned Dog in the World (Fernsehserie)

## Nominierungen
- 1945: Oscarnominierung für das Filmdrama Voice in the Wind